# Rensund
De Rensund is een zeestraat in de gemeente Sermersooq in het oosten van Groenland. Het water maakt deel uit van het fjordencomplex Kangertittivaq (Scoresby Sund) en is een afsplitsing van het Fønfjord. De hoofdtak van het Øfjord gaat richting het westen, terwijl de Rensund richting het noorden en noordoosten gaat.
Na ongeveer tien kilometer vanaf het Fønfjord maakt de Rensund een bocht naar het zuidoosten om nog eens tien kilometer verder in het Hall Bredning uit te komen.
De naam van de zeestraat verwijst naar de expeditie die in 1891-1892 hier rendieren zagen.